# Territoire de l'Iowa
1838–1846
Entités précédentes :
- Territoire du Wisconsin

Entités suivantes :
- Iowa

Le territoire de l'Iowa fut un territoire organisé des États-Unis entre 1838 et 1846, date à laquelle sa partie sud-est fut détachée pour constituer l'Iowa, le vingt-neuvième État.

## Histoire
La majeure partie du territoire passa aux États-Unis au moment de la vente de la Louisiane, et il appartenait alors au territoire du Missouri. Lorsque le Missouri devint un État, en 1821, cette région, de même que les Dakotas, devint de fait un territoire non-organisé. Il fut fermé aux colons blancs jusque dans les années 1830, après la fin de la guerre de Black Hawk. Le 28 juin 1834, il fut rattaché au territoire du Michigan, et lorsque le Michigan devint un État, en 1836, il en fut de nouveau séparé, au sein du territoire du Wisconsin, dont le « District de l'Iowa » formait la partie occidentale.
Outre l'Iowa actuel, ce territoire couvrait l'ouest du Minnesota et l'est du Dakota. Sa superficie était d'environ 500 000 km2. Burlington fut sa capitale provisoire. Iowa City devint la capitale officielle du territoire en 1841.
Après l'admission de l'Iowa dans l'Union, le 28 décembre 1846, le reste du territoire redevint non-organisé.

## Administration

### Gouverneurs du territoire de l'Iowa
- Robert Lucas (nommé en 1838)
- John Chambers (nommé en 1841)
- James Clarke (nommé en novembre 1845)

### Secrétaires du territoire de l'Iowa
- William B. Conway (nommé en 1838, mort en novembre 1839)
- James Clarke (nommé en 1839)
- O. H. W. Stull (nommé en 1841)
- Samuel J. Burr (nommé en 1843)
- Jesse Williams (nommé en 1845)

### Délégués au Congrès
- William W. Chapman (25e et 26e Congrès)
- Francis Gehon (élu en 1839, semble n'avoir jamais servi de délégué)
- Augustus C. Dodge (27e, 28e et 29e Congrès)

## Référence
- (en) Cet article est partiellement ou en totalité issu de l’article de Wikipédia en anglais intitulé « Iowa Territory » (voir la liste des auteurs).